# Edaphobates puetzi
Edaphobates puetzi är en skalbaggsart som beskrevs av Manfred A. Jäch och Díaz 2003. Edaphobates puetzi ingår i släktet Edaphobates och familjen vattenbrynsbaggar. Inga underarter finns listade i Catalogue of Life.